# التعليم في السعودية
نظام التعليم في السعودية هو النظام التعليمي في المملكة العربية السعودية يعتبر نظام تعليم متطور وحديث مقارنة بالدول العربية، ويتوفر على شكلين: تعليم حكومي وتعليم خاص. وتقدر بعض الإحصاءات غير الحكومية نسبة القادرين على القراءة والكتابة في السعودية 89.1% للذكور، و79.4% للإناث. في المقابل تصل نسبة الأمية إلى أقل من 5,6%.
يتضمن نظام التعليم في المملكة العربية السعودية حوالي 29 جامعة حكومية، و14 جامعة أهلية والعديد من الكليات والمعاهد الخاصة، بالإضافة إلى أكثر من 33,500 مدرسة تدار في معظم محافظات السعودية. وتتيح الأنظمة التعليمية المعمول بها في السعودية التحاق الأطفال من سنة الثالثة إلى الخامسة بمرحلة رياض الأطفال كمرحلة اختيارية للأسرة، ويبدأ الأطفال الالتحاق بالصف الأول الابتدائي في عمر الخامسة وستة أشهر لمن سبق لهم الالتحاق بمرحلة رياض الأطفال وإذا لم يكونوا قد التحقوا بها فيمكنهم الالتحاق في سن السادسة، ويستمر التعليم الابتدائي ست سنوات، تليها ثلاث سنوات من التعليم المتوسط، ثم ثلاث سنوات من التعليم الثانوي بنظام المسارات.
ويمكن للطلاب في سن المرحلة الثانوية متابعة دراستهم بالمعاهد التقنية والمهنية، وعقب المرحلة الثانوية يمكن للطلاب مواصلة دراستهم في الجامعات الحكومية أو الخاصة، ومعاهد وكليات التعليم المهني، أما الذين لم يكملوا التعليم الثانوي فيمكنهم الالتحاق بالمدارس المسائية أو المعاهد الثانوية الصناعية. وتوفر الحكومة السعودية مجانية التعليم في مراحله الأربع: الابتدائي، والمتوسط، والثانوي، والتعليم الجامعي. ويُصرف للطالب الكتب المدرسية، ووسائل النقل، ومكافأة للطلاب الجامعيين وللملتحقين بالمعاهد المهنية.
يوفر كذلك التعليم الحكومي في المملكة العربية السعودية مدارس نظامية لتعليم الكبار ضمن مشروع محو الأمية الذي انطلق منذ عام 1374هـ.
أجرت المملكة العربية السعودية إصلاحات واسعة في السياسة التعليمية تتعلق بالمناهج والتقييم والتطوير المهني للمعلمين، مع التركيز المستمر على نواتج التعلم في جميع المستويات، كما أنها تلتزم بأجندة 2030 لمنظمة الأمم المتحدة للتربية والثقافة والعلوم (اليونيسكو) من خلال الهدف الرابع للتنمية المستدامة في التعليم، ولها مندوبية دائمة باليونيسكو تابعة لوزارة التعليم وتمثل حلقة وصل أساسية مع المنظمة التي تعد المملكة العربية السعودية عضوًا مؤسسًا فيها، وعضوا في مجلسها التنفيذي المنتخب في نوفمبر 2019.

## تاريخ التعليم في السعودية

الشيخ محمد علي زينل مؤسس مدارس الفلاح

مر التعليم في المملكة العربية السعودية قبل تأسيسها وقبل إرسائها نظامًا للتعليم بثلاثة مراحل وهي: مرحلة التعليم في المساجد، ومرحلة التعليم في الكتاتيب وكانت المناهج الدراسية في كلا المرحلتين تعتمد على حفظ القرآن والقراءة والإملاء والخط والحساب، والمرحلة الثالثة هي مرحلة التعليم بمدارس أنشئت بجهود المواطنين في ذلك الوقت ومن تلك المدارس:
- المدرسة  الصولتية: أنشأها أحد علماء الهند بدعم من سيدة هندية اسمها (صولت النساء)، وذلك عام 1291هـ.
- المدرسة  الفخرية: أنشأها أحد أساتذة المدرسة الصولتية، الشيخ عبد الحق قاري عام 1296هـ.
- مدارس الفلاح: (مدرستان) وأنشأها الحاج محمد علي زينل عام 1323هـ.
- المدارس الهاشمية: أسسها الشريف الحسين بن علي عام 1334هـ، بدأت بالمدرسة الخيرية التحضيرية، ثم مدرستين أوليتين، ثم المدرسة الراقية وهي أعلى، ثم المدرسة العالية وهي مدرسة ثانوية.
- وفي العهد السعودي بدأ التعليم بصورة نظامية في عهد المؤسس عبدالعزيز آل سعود، وذلك بتأسيس مديرية المعارف عام 1344هـ، وكانت بداية إرساء نظام التعليم للبنين،[7] وتأسست في عام 1355هـ مدرسة تحضير البعثات لإعداد الطلبة قبل ابتعاثهم للخارج لاستكمال دراستهم العليا على نفقة الحكومة السعودية.[6]
- ثم تحولت مديرية المعارف في عهد الملك سعود بن عبدالعزيز آل سعود عام 1371هـ إلى وزارة المعارف، وكان الملك فهد بن عبدالعزيز آل سعود أول وزير لوزارة المعارف، وكانت الوزارة هي المسؤولة عن التخطيط والإشراف على التعليم العام للبنين في مراحله الثلاث (الابتدائي - المتوسط - الثانوي)، وفي عهد الملك فيصل آل سعود عام 1380هـ تم إنشاء الرئاسة العامة لتعليم البنات وكانت تضم 15 مدرسة ابتدائية ومعهد معلمات متوسطًا واحدًا.[7]
- وفي عام 1395هـ تم إنشاء وزارة التعليم العالي، لتكون الجهة المسؤولة عن تنظيم التعليم الأكاديمي وإرساء قواعده، وكان التعليم الجامعي قبل تأسيس وزارة خاصة به تابعًا لمديرية المعارف، وتعد كلية الشريعة بمكة المكرمة والتي تأسست عام 1369هـ أولى المؤسسات التعليمية الجامعية التي تأسست في المملكة العربية السعودية.[8]
- وفي عام 1423هـ ضُمت الرئاسة العامة لتعليم البنات إلى وزارة المعارف، وبعد عام تحول مسمى وزارة المعارف إلى وزارة التربية والتعليم، وفي عام 1436هـ دُمجت وزارة التربية والتعليم مع وزارة التعليم العالي  لتصبحا وزارة واحدة تحت مسمى وزارة التعليم.[7]
- أقرت وزارة التعليم استبدال الفصلين الدراسيين بثلاثة فصول دراسية في التعليم العام ابتداء من العام الدراسي 1443هـ/ 2022.[9] وفي العام الدراسي اللاحق 1443هـ/ 2022 اعتمد نظام الثلاثة فصول دراسية في الجامعات السعودية.[10]
- في العام الدراسي 1443هـ / 2022م أقرت وزارة التعليم نظام المسارات في المرحلة الثانوية بدلاً من نظام المقررات.[11]
- في مارس 2024م / شعبان 1445هـ أقرّ مجلس الوزراء تحويل مركز تطوير المناهج في وزارة التعليم إلى مركز مستقل باسم «المركز الوطني للمناهج».[12]
- في 10 يوليو 2025م أعلن المركز الوطني للمناهج بالشراكة مع وزارة التعليم، ووزارة الاتصالات وتقنية المعلومات، والهيئة السعودية للبيانات والذكاء الاصطناعي (سدايا)، عن منهج للذكاء الاصطناعي سيُطبق في جميع مراحل التعليم العام بدءًا من العام الدراسي 2025 – 2026م.[13]
- في أغسطس 2025م / 1447هـ أقرت وزارة التعليم العودة لنظام الفصلين الدراسيين في التعليم العام ابتداء من العام الدراسي 1447/ 1448هـ، مع الإبقاء على الإطار الزمني العام المعتمد مسبقًا للتقويم الدراسي للأعوام الأربعة التالية.[14]

### وزارة المعارف

منهج تعليمي لكتاب الفيزياء طبعت في عهد العاهل السعودي فهد بن عبدالعزيز

منهج تعليمي لكتاب قواعد اللغة العربية في عهد الملك فهد بن عبد العزيز

كان الملك عبدالعزيز يؤمن بأن التعليم أحد الأسس الرئيسة لركائز قيام أمة قوية، فقام بإنشاء مديرية المعارف بعد اجتماعه مع العلماء في مكة المكرمة، وأنشئت المديرية في رمضان عام 1344هـ، مارس/آذار عام 1923م اتخذت مكة المكرمة مقراً لها. وعندما أُنشئت كان عدد المدارس في المملكة العربية السعودية لا يتجاوز أربعة مدارس، وكان إشرافها يقتصر على شؤون المدارس وكليات الشريعة فقط في جميع أنحاء البلاد. وقامت بافتتاح 12 مدرسة في أهم مدن الحجاز، ثم امتد نشاطها للأحساء ونجد. وابتدأ التدريس رسمياً في بداية شهر محرم عام 1345هـ/يوليو 1926م. وفي العام نفسه تم تأسس المعهد العلمي السعودي، وتأسست مدرسة تحضير البعثات في عام 1355هـ/1936م، والتي تهدف لإرسال الطلاب السعوديين للدراسة في البلدان العربية. تم إرساء النظام الخاص بمديرية المعارف في عام 1357هـ/ 1938م، حيث تنظمت طريقة الإشراف وصدر نظام المدارس الأهلية، وأصبحت تُشرف على جميع شؤون التعليم في المملكة، باستثناء التعليم العسكري. في عام 1372هـ/1952م بلغ عدد المدارس إلى 306 مدرسة. وبعد مايقارب نحو 29 عاماً من تأسيس مديرية المعارف العمومية، تم تأسيس وزارة المعارف تحت مرسوم ملكي وذلك في 18 ربيع الثاني 1373هـ/ 24 ديسمبر 1953م والتي تولى إدارتها فهد بن عبد العزيز آل سعود فكان أول وزير لها واستمر حتى عام 1960م. كان من أبرز العقبات التي واجهتها الوزارة هي تباعد مناطق المملكة وتعددها، وإيجاد معلمين سعوديين، وبناء وتجهيز المدارس وتحضير الأدوات المدرسية، فتم رصد ميزانية تبلغ 12,800,000، وفي خلال سنة واحدة قفزت حتى وصلت إلى 48,596,152 ريال، وتضاعفت الميزانية بعد عشر سنوات من إنشاء الوزارة حتى بلغت أكثر من 301 مليون ريال. وبلغت الميزانية في عام 1972م 711,377,892 ريال، حيث كان يُصرف على الطالب الواحد أكثر من 2150 ريال في العام، وبلغ عدد الطلاب مدارس وزارة المعارف في وقتها 432,864 طالباً.
لم تقتصر جهود وزارة المعارف على التعليم العام فقط، فقد أهتمت في إنشاء مدارس التعليم الفني (الصناعي، الزراعي، التجاري) ومجال محو الأمية وتعليم الكبار، وتعليم ذوي الاحتياجات الخاصة.
وفي عام 1390هـ/1969م، صدرت سياسة التعليم في المملكة العربية السعودية، حيث حُددت الأسس العامة التي يقوم عليها التعليم، وأهداف مراحل التعليم، والتخطيط لمراحل التعليم ابتداءاً من دور الحضانة ورياض الأطفال وصولاً للتعليم العالي، واشتملت على الأحكام الخاصة التي تتعلق بالمعاهد العلمية، وتعليم البنات، والتعليم الفني، واعداد المعلم، ومدارس القرآن الكريم ومعاهده، والتعليم الأهلي، ومكافحة الأمية وتعليم الكبار، والتعليم الخاص بالمعوقين، ورعاية النابغين.

### تعليم البنات

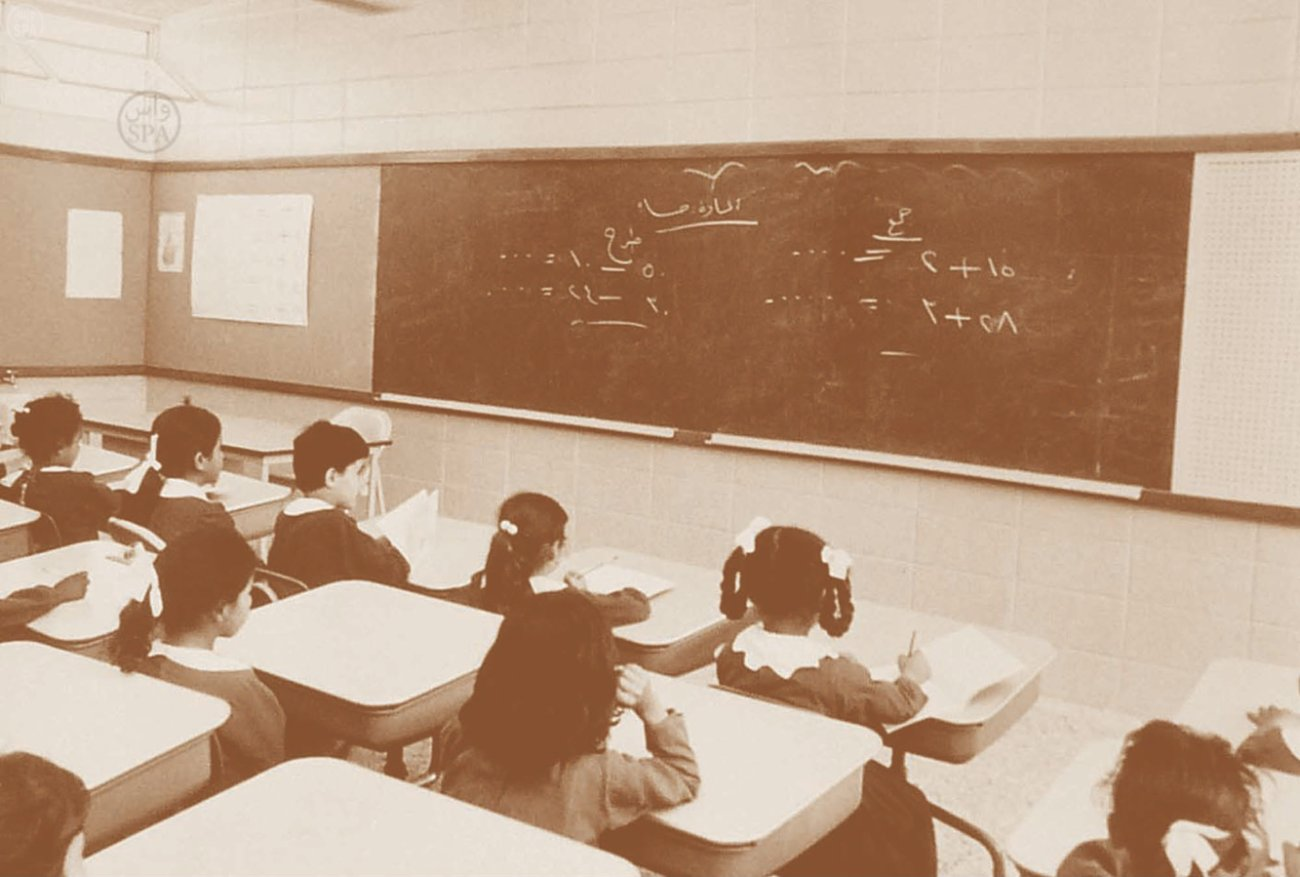

كان يسود الاعتقاد لدى عامة الناس بأن تعليم الفتاة يعتبر من المحرمات، ودعوة للانحلال والفجور وإفساد الأخلاق وفتح باب للفساد والرذيلة.، بالرغم من ذلك كان هنالك تعليم متاح للبنات عبر الكتاتيب، والمدارس الأهلية أو عبر السفر خارجاً للتعلم. وكانت الكتاتيب النسائية منتشرة في منطقة مكة المكرمة، والمدينة المنورة، وجدة والقطيف، وفيها تقوم سيدة، أو مجموعة من السيدات بتعليم القرآن، ومبادئ الكتابة، والحساب، والخياطة والتطريز في بيوتهن، وذلك بنفقة الأهالي. ويلتحق بالكتاتيب النسائية الذكور والإناث على حدٍ سواء، إلا أن نسبة الفتيات تغلب الذكور، وذلك لأنها مخصصة لهن. ومن أشهر الكتاتيب في مكة: كتّاب السيدة آشية الذي تأسس في أوائل القرن الرابع عشر هجري، وكتاب الشامية، والمدرسة الصلوتية للبنات، وكتاب الفقيهة فاطمة البغدادية. وفي المدينة المنورة: مدرسة الفوز والنجاح، المدرسة الفخرية.
قام بعض الأهالي بتطوير بعض الكتاتيب لتحويلها إلى مدارس أهلية، وافتتحت 15 مدرسة وذلك بين الأعوام 1362-1378هـ، وتوزعت في كل من مكة المكرمة، والرياض، وجدة، والدمام، وكان إجمالي عدد المدارس الأهلية وقتها يبلغ 33 مدرسة متوزعة على أنحاء المملكة، كانت تضم 6553 طالبة.
أسست عفت الثنيان زوجة فيصل بن عبدالعزيز آل سعود مدرسة دار الحنان بجدة على نفقتها الخاصة وذلك في عام 1375هـ/1955م وتضم 5 مراحل تعليمية: الحضانة، والتمهيدي، والابتدائي والمتوسط والثانوي. واسم المدرسة مستوحى من أمر قرآني للعناية بالفتيات، في عام 1957م أعطى فيصل الضوء الأخضر للصحافة بنشر أهداف مدرسة الحنان، أحد أهداف هذه المدرسة هو تنشئة أمهات على تربية إسلامية الجوهر، ومبنية على نظريات التعلم الحديثة، ولقيت المدرسة إقبالاً كثيراً، وعلى أثر ذلك فكرت الدولة بنظام رسمي يضمن تعليم البنات.

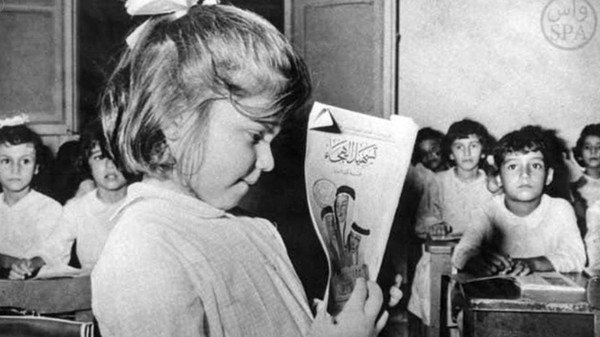

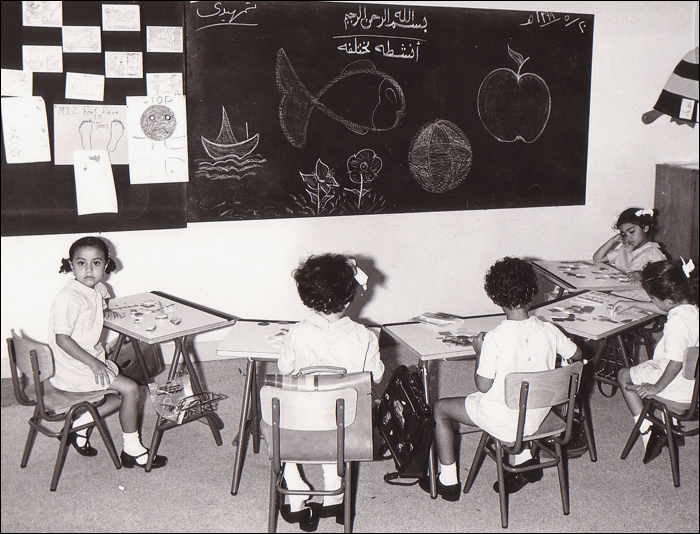

أقر الملك سعود بن عبدالعزيز آل سعود تعليم البنات في 21 ربيع الثاني، 1379هـ/24 أكتوبر، 1959م، حيث أصدر أمراً ملكياً بإنشاء مدارس لتعليم البنات بالمملكة، وتأسست الرئاسة العامة لتعليم البنات في صفر 1380هـ/تموز 1960م تحت رئاسة عبد العزيز بن ناصر الرشيد، وأعتمدت ميزانية خاصة بها، وبدأ التعليم رسمياً في المدارس الحكومية في عام 1380هـ/1960م، وهكذا أتيح للإناث حق التعليم بعد اعتماده رسمياً من الحكومة. وتتولى الرئاسة العامة لتعليم البنات شؤون التعليم العام للبنات التي تشمل المراحل الابتدائية، والمتوسطة، والثانوية، ومعاهد إعداد المعلمات، وتعليم الكبيرات ومحو الأمية للإناث، ومراكز التفصيل والخياطة للإناث. وافتتحت 15 مدرسة ابتدائية في عام 1380هـ/1960م ضمت 5180 طالبة، كما افتتح معهد لإعداد المعلمات ضم 21 طالبة من خريجات المدارس الأهلية الابتدائية. وافتتحت أول مدرسة ثانوية للبنات في عام 1383هـ/1963م وضمت 21 طالبة. وفي عام 1390هـ/1970م، افتتحت كلية التربية للبنات بالرياض والتحق بها 85 طالبة في السنة الأولى. وقد بلغ عدد مدارس البنات في عام 1972م 566 مدرسة، أما عدد الطالبات فبلغ 170,136 طالبة في المدارس الحكومية فقط، ويبلغ إجمالياً 182,187 طالبة في 650 مدرسة موزعين على المدارس الحكومية والأهلية، وبحلول عام 1981م تساوى عدد الطالبات الملتحقات بعدد الطلاب. ويبلغ عدد الطالبات الملتحقات بالمدارس 3,676,039 طالبة حسب إحصاء عام 2015م[22][22][19][18][18][18][18][18][18][18][18][17][16][16][15][15][15][15][15][14].
أدى سماح التعليم لخروج مظاهرات من قبل الأصوليين. في عام 1963م أرسل الملك فيصل جنوداً عندما افتتحت مدرسة في بريدة للسيطرة على المظاهرات. وكان جلياً أن الملك فيصل يدعم حقوق المرأة التعليمية بالرغم من كل المعارضات التي لقيها، وحاول فيصل إقناع القبائل البدوية بأهمية تعليم المرأة، غير أنه لم يستطع على إقناع الجميع، ولم يجبر أحداً على إلحاق بناتهم للتعلم في المدارس، ولكنه أصر على جعل التعليم متاح لمن أراده، في الوقت عينه، كان الملك فيصل يرى الحاجة لتثقيف شعبه للمفاهيم الإسلامية بخصوص التعليم النسائي. كان يقول كلما لاقى مقاومة: هل هنالك شئ في القرآن يمنع تعليم المرأة؟ وكان أيضاً يقول: ليس هنالك أي دليل على حجة أن الله يمنع التعليم على الطالب أو الطالبة المسلمة.
قبل الأصوليون تعليم البنات ولكن بضوابط وقيود معينة، بحيث يجب أن تكون المدارس محاطة بجدران طويلة، وستائر حاجبة خلف مدخل كل باب، وأن يتم وضع شخص أو شخصين بعمر يتراوح بين 50 إلى 60 للإشراف على هوية من يدخل للمدرسة، وبشكل عام لحراسة البنات الاتي في المدرسة حتى مجئ أبائهم أو أخوتهم، وبحكم أن التعليم محافظ; فإن التعليم الرياضي للنساء غير متاح، ولكن في عام 2014م، أقرت وزارة التربية والتعليم (وزارة التعليم حاليا بعد دمجها مع وزارة التعليم العالي) قراراً يسمح بإدخال حصص التربية البدنية.
وقد أسست عفت، زوجة الملك فيصل نادي فتيات الجزيرة الثقافي، الذي تحول لاحقاً إلى جمعية النهضة في عام 1962م، وتولت الجمعية في البداية مهام محو الأمية بين النساء، ثم توسعت حتى شملت رعاية الأيتام، وتعليم اللغتين الإنجليزية والفرنسية، والكتابة على الآلة الطابعة، وكانت من مهامها التالية أيضاً تنظيم ندوات ومحاضرات ورحلات، والاعتناء بالأسر الفقيرة، وتقديم الدورات المتقدمة في تعليم لغة برايل للكفيفات.

### التعليم العالي
تعد جامعة الملك سعود أول جامعة في المملكة العربية السعودية، وتأسست في 21 ربيع الثاني 1377هـ الموافق 14 تشرين الثاني، 1957م تحت المرسوم الملكي رقم 17، وبدأت الجامعة بكلية الآداب، ولم يتجاوز الطلاب حين إنشاءها على 21 طالب، أما حالياً فهي تشمل على كليات الآداب والتربية، والعلوم والهندسة، وإدارة الأعمال، وعلوم الحاسب والمعلومات، والطب والصيدلة، واللغات والترجمة، وقد بلغ عدد الطلاب 51,168 طالباً حسب تعداد عام 2015م.

## الإسلام والتعليم
يعتبر الإسلام وقواعده من أهم الأساسيات التي يجب أن تدرس في المناهج السعودية. وعلى هذا جاء المبدأ العام في سياسة التعليم وهو «تنمية الإتجاهات السلوكية البناءة، وتطوير المجتمع السعودي اقتصادياً واجتماعياً، وثقافياً، وتهيئة الفرد ليكون عضواً نافعاً في بناء مجتمعه».

## نسبة الإناث في نظم التعليم
ارتفعت نسبة الإناث اللاتي ينتظمن في الحضور إلى المدارس من 25% من نسبة الطلبة في عام 1970 ميلادية إلى ما يقارب 47.5% من نسبة الطالبات في عام 2001 ميلادية. مع العلم أن القانون السعودي يحظر الاختلاط في المدارس ما بين الذكور والإناث.

## نصيب التعليم من الميزانية
ازدادت حصة التعليم في الميزانية في عام 2004 ميلادية ما يقارب 28% من السنة الماضية. وكان نصيب التعليم التقني والمهني الأكثر من هذه الزيادة لسد الفراغ والحاجة للعمالة الأجنبية في السعودية.

## مراحل التعليم العام
- يلتحق الطالب في بالتعليم العام بالمدرسة ابتداء من عمر ست سنوات، فيبدأ بالمرحلة الابتدائية ثم المرحلة المتوسطة وينتهي بالمرحلة الثانوية.
- بدأ تطبيق نظام المسارات جزئياً بدلاً من نظام المقررات في المرحلة الثانوية من العام الدراسي 1443هـ على الصف الأول الثانوي، ثم اعتمد تطبيقه على الصف الثاني الثانوي من العام الدراسي 1444هـ.[11]

| المرحلة    | سنوات الدراسة | النظام        | المواد الدراسية |
| ---------- | ------------- | ------------- | --- |
| الابتدائية | ست سنوات      | 3 فصول دراسية | القرآن الكريم، القرآن الكريم وتجويده، الدراسات الإسلامية، اللغة العربية، الدراسات الإجتماعية، الرياضيات، العلوم، اللغة الإنجليزية، المهارات الرقمية، التربية الفنية، التربية البدنية والدفاع عن النفس، المهارات الحياتية والأسرية. |
| المتوسطة   | ثلاث سنوات    | 3 فصول دراسية | القرآن الكريم، الدراسات الإسلامية، الرياضيات، العلوم، اللغة الإنجليزية، اللغة العربية، الدراسات الاجتماعية، المهارات الرقمية، التربية الفنية، التربية البدنية والدفاع عن النفس، التفكير الناقد، المهارات الحياتية والأسرية. |
| الثانوية   | ثلاث سنوات    | المسارات      | أول ثانوي: مسار مشترك يدرس فيه الطالب مواد متنوعة: دراسات إسلامية: قرآن وتفسير 1، دراسات إسلامية: حديث، لغة عربية: كفايات لغوية 1 -2 ، لغة إنجليزية 1-2 - 3، رياضيات 1- 2- 3، تقنية رقمية 1- 2- 3، أحياء، تفكير ناقد، علم البيئة 1- 2، فيزياء، تربية صحية وبدنية 1 -2، علوم اجتماعية: دراسات اجتماعية. ثاني وثالث ثانوي يشتمل نظام المسارات على خمسة مسارات رئيسة يقدّم كل مسار فرص تعلّم مختلفة ومتجددة، وهي: - المسار العام - مسار علوم الحاسب والهندسة - مسار الصحة والحياة - مسار إدارة الأعمال - المسار الشرعي |

## التعليم الإلكتروني
بدأت المدارس الخاصة في السعودية وبعضًا من المدراس الحكومية بتبني التعليم الإلكتروني الذي يتيح للطالب الاستغناء عن الكتاب كوسيلة دراسة والاعتماد على الحاسب الآلي في كثير من المجالات. ووفقا لتصريح منظمة اليونيسف في نوفمبر 2023 فإن نحو 90% من الأطفال السعوديين يستخدمون الإنترنت.

### منصة مدرستي
وفي عام 2020م وتزامناً مع جائحة فيروس كورونا أنشئت منصة مدرستي للتعليم عن بعد، ثم استمرت في تقديم خدماتها المتنوعة للمتعلمين والمعلمين بعد انتهاء الجائحة.

## التعليم العسكري

### كلية الملك فيصل الجوية
افتتحت الكلية في الرياض في عام 1387هـ/1967م، وكانت نواتها مدارس سلاح الطيران، وافتتحت بشكل رسمي في عام 1390هـ/1970م برعاية من الملك فيصل.
وتهدف الكلية إلى تعليم وتدريب وتخريج الطيارين والفنيين والإداريين؛ حتى يتمكنوا من العمل في مجال الأسراب الجوية .

### كلية القيادة والأركان
رأت هيئة أركان حرب الجيش أن يتحول معهد الضباط إلى كلية القيادة والأركان، ووافق مجلس الوزراء على ذلك بموجب قرار رقم 83 وبتاريخ 28 / 2/ 1388هـ، كما صدر مرسوم ملكي في ذلك رقم م/13 وبتاريخ 23 / 5 / 1388هـ وتضمن الموافقة على نظام كلية القيادة والأركان.

### كلية الملك فهد الأمنية
افتتحت هذه الكلية في مكة المكرمة في عام 1355هـ باعتبارها مدرسة للشرطة، وكانت تتبع مديرية الأمن العام، ومرت تلك المدرسة بتطورات سريعة حيث تغير مسماها إلى كلية الشرطة عام 1384هـ، وفي العام التالي انتقل مقرها إلى الرياض، وفي عام 1386هـ سميت بكلية قوى الأمن الداخلي، وأصبح مؤهل القبول فيها شهادة الثانوية العامة أو ما يعادلها، وأصبحت مديرية عامة ذات ميزانية مستقلة ترتبط بوزارة الداخلية مباشرة بعد فصلها عن مديرية الأمن العام. وفي عام 1391هـ صدرت توجيهات من سمو وزير الخارجية تختص بنظام الدراسة في الكلية:
جعل مدة الدراسة فيها 3 سنوات يحصل المتخرج بعدها على شهادة البكالوريوس في علوم قوى الأمن الداخلي، كما يحصل على رتبة ملازم في قطاعات قوى الأمن الداخلي.
وفي عام 1394هـ جعل نظام الدراسة بالفصل الدراسي الواحد، فأصبحت مدة الدراسة للعام الدراسي الواحد فصلين دراسيين

## التعليم الفني والتدريب المهني
نال التعليم الفني والتدريب المهني العناية والاهتمام الخاص من الملك فيصل آل سعود؛ أعطيت مشروعاته الأولوية في جميع خطط التنمية العامة للدولة؛ لأنه يسهم في إعداد الكفاءات الفنية والمهنية القادرة على العمل بصورة فاعلة في تكوين نهضة تجارية وصناعية وزراعية هادفة تسهم في تحقيق الازدهار والرخاء في أنحاء المملكة العربية السعودية.
وقدحددت المملكة سياستها نحو التعليم الفني في سياستها العامة للتعليم في الآتي:

### التدريب المهني
افتتح أول مركز للتدريب المهني في المملكة عام في مدينة الرياض عام 1383هـ/1963م برعاية الملك فيصل آل سعود تشجيعًا منه لهذا النوع من التعليم الذي بات في زمن انتقلت فيه الزراعة والصناعة إلى نمط الزراعة الحديثة إلى جانب إقبال الشباب على ذلك.
وتهدف الإدارة العامة للتدريب المهني التابعة لوزارة العمل والشؤون الاجتماعية في ذلك الحين إلى الإسراع في إنشاء مراكز التدريب والإعداد المهني، مع توسعة المراك القائمة لتوفي أكبر عدد ممكن من الحرفيين السعوديين؛ لتلبية احتياج القطاع العام والخاص من العمال المهرة وشبه المهرة.

### افتتاح عدد من المراكز التدريبية المهنية
- افتتحت ثلاثة مراكز تدريبية مهنية في كل من جدة والدمام والقصيم في عام 1386هـ/1966م.
- افتتح مركز للتدريب في الجوف عام 1391هـ/1971م.
- افتتح مركز للتدريب في أبها عام 1392هـ/1972م.
- افتتح مركزان للتدريب في كل من حائل والأحساء عام 1395هـ/1975م.
- أنشئت مراكز الإعداد المهني في كل من : الرياض، وجدة، والدمام؛ بهدف توسيع دائرة التدريب وزيادة مساحتها وذلك في عام 1394هـ/1974م.

### التعليم الفني
إن أسبق أنواع التعليم الفني ظهورًا في المملكة هو: التعليم الصناعي؛ إذ أنشئت أول مدرسة صناعية في جدة عام 1369هـ/1949م، ويعقبه التعليم الزراعي ففي عام 1375هـ/1955م افتتحت المدرسة الزراعية المتوسطة بالخرج التابعة لوزرة الزراعة ثم تبعت وزارة المعارف في وقت لاحق، ويليهما التعليم التجاري ففي عام 1379 - 1380هـ الموافق لعام 1959- 1960م تم افتتاح أربع مدارس متوسطة للتجارة في كل من : الرياض والدمام ومكة المكرمة وجدة.
وفي عام 1385-1386هـ الموافق 1965-1966م أوجدت وزارة المعارف سلمًا صناعيًا جديدًا وهو: (المدارس المهنية الثانوية)، وقد بأت الوزارة في تنفيذ مشروع السنوات الست ؛ لذا تمت تصفية المدارس المتوسطة الصناعية، وتم افتتاح أربع مدارس مهنية ثانوية بدلاً عنها، وهي:
- المعهد الملكي الفني بالرياض
- المعهد الصناعي النموذجي بجدة
- المدرسة المهنية الثانوية بالمدينة المنورة
- المدرسة المهنية الثانوية بالهفوف

وتم افتتاح مدرستين تجاريتين مسائيتين في كل من الرياض وجدة عام 1381هـ/1961م. كما عملت الوزارة على إيجاد المدارس الثانوية التجارية بدلاً من المدارس المتوسطة التجارية؛ حرصًا منها على تطوير هذا النوع من التعليم وقد بدأت الدراسة فيها عام 1390/1391هـ الموافق 1970/1971م.

## الطفولة المبكرة
بدأت وزارة التعليم السعودية في العام الدراسي 1441هـ إسناد تدريس الصفوف الأولية بنين إلى معلمات متخصصات ضمن مشروع وطني يهدف لتحسين جودة التعليم وبناء جيل يواكب رؤية السعودية 2030، وتشمل مدارس الطفولة المبكرة: رياض الأطفال المستوى الثاني والثالث، والصفوف الأولية: الأول والثاني والثالث، بنين وبنات، وبلغ عدد المدارس المنفذة للمشروع في عامه الأول 1460 مدرسة في مناطق المملكة تضم 6796 فصلا دراسيا، ويستفيد منها 13٪ من طلاب الطفولة المبكرة، حيث جرى تأهيل المدارس الحكومية القائمة وتطويرها، وتجهيز فصول ودورات مياه مستقلة لكل من الجنسين في مدارس البنات.

## الإنجازات

### الأبحاث العلمية
في عام 2022م حقق التعليم في المملكة في مجال الأبحاث العلمية المركز 17 عالمياً في مجال الاستشهاد بمخرجاته البحثية حسب تصنيف سيماغو 2021 الذي يعد أحد أهم التصنيفات الأكاديمية على الصعيد الدولي. علما بأن السعودية كانت قد حققت المركز 21 في عام 2020م، والمركز 26 في عام 2018م في المجال ذاته.

### مؤشرات التنافس العالمي
حقّقت المملكة تقدماً في المؤشرات المتعلقة بالتعليم والبحث والابتكار ضمن تقرير الكتاب السنوي للتنافسية العالمي 2022، والصادرة عن مركز التنافسيّة العالمي التابع للمعهد الدولي للتنمية الإدارية IMD، التي تأتي في إطار اهتمام ودعم القيادة الحكيمة بالتعليم في جميع مراحله، ومنها:
| المحور                       | المركز |
| ---------------------------- | ------ |
| محور التعليم                 | 37     |
| محور البنية التحتية العلمية  | 30     |
| محور البنية التحتية          | 34     |
| مؤشر إنجازات التعليم الجامعي | 28     |

حلّت السعودية في المرتبة 48 في مؤشر الابتكار العالمي عام 2023، متقدمةً من المركز 68 عام 2019. ثم تقدّمت إلى المركز 47 في مؤشر الابتكار لعام 2024.